# Oxylamia chopardi
Oxylamia chopardi är en skalbaggsart som först beskrevs av Jean François Villiers 1942.  Oxylamia chopardi ingår i släktet Oxylamia och familjen långhorningar. Inga underarter finns listade i Catalogue of Life.